# Françoise Garner
Pour les personnes ayant le même patronyme, voir Garner.
Françoise Garner est une cantatrice française (soprano) née le 17 octobre 1933 à Nérac (Lot-et-Garonne) et morte le 6 mars 2024 à Nîmes (Gard).

## Biographie
Née le 17 octobre 1933 à Nérac dans le Lot-et-Garonne, Françoise Garner suit ses parents à Paris à l'âge de 5 ans.
Dans un premier temps, elle ne se destine pas au chant. Elle étudie au conservatoire de Paris, notamment la composition avec Marcel Samuel-Rousseau. Elle découvre sa véritable vocation quelques années plus tard en Italie. Elle travaille au conservatoire Sainte-Cécile de Rome pendant six ans, auprès de la cantatrice et théoricienne du chant Rachele Maragliano-Mori, puis au Mozarteum de Salzbourg en Autriche pour suivre les cours de Rudolf Baumgartner.
Elle fait ses débuts à l'Opéra-Comique en 1963 lors de la création de L'ultimo selvaggio de Gian Carlo Menotti. Suivent, notamment, Rosine dans Le Barbier de Séville (en version française), le rôle-tire de Lakmé, Olympia dans Les Contes d'Hoffmann, Leïla dans Les Pêcheurs de perles et la comtesse Adèle dans Le Comte Ory. À l'Opéra, elle chante Gilda dans Rigoletto. 
En 1971, elle incarne la Reine de la nuit dans La Flûte enchantée au festival d'Aix-en-Provence puis entame une carrière internationale : le Metropolitan Opera de New York (Constanze dans L'Enlèvement au sérail, Elvira dans I puritani et Norma de Bellini), la Scala de Milan (Marguerite dans Faust de Gounod en 1977), Genève, Rio de Janeiro, le Liceu de Barcelone, avec des rôles plus lyriques, dont Juliette et Butterfly aux arènes de Vérone. 
De soprano colorature à ses débuts, elle devient soprano lyrique (La traviata, Le Trouvère) puis soprano dramatique (Tosca, Salomé de Massenet). Elle a enregistré l'intégrale de Norma de Bellini en italien,.
Elle meurt le 6 mars 2024 à Nîmes (Gard) à l'âge de 90 ans.

## Carrière
- 1963 : L'ultimo selvaggio de Gian Carlo Menotti, Opéra-Comique (création)
- 1964 : Les Saisons de Joseph Haydn, festival d'Aix-en-Provence : soprano solo
- 1964 : Zoroastre de Jean-Philippe Rameau, Opéra-Comique
- 1965 : Le Barbier de Séville de Gioachino Rossini (version française), Opéra-Comique : Rosine
- 1967 : Lakmé de Léo Delibes, Opéra-Comique : Lakmé
- 1967 : Rigoletto de Giuseppe Verdi, Opéra Garnier : Gilda
- 1968 : Mireille de Charles Gounod, Opéra-Comique : une voix
- 1968 : Le Barbier de Séville de Rossini (version française), Capitole de Toulouse : Rosine
- 1969 : Le Comte Ory de Rossini, Opéra-Comique : la comtesse Adèle
- 1970 : Les Noces de Figaro de Mozart : Suzanne
- 1970-1974 : Les Pêcheurs de perles de Georges Bizet, Béthune puis Nîmes, Gand, Nice, Montpellier : Leïla
- 1971 : Lucie de Lammermoor de Gaetano Donizetti, Opéra-Comique : Lucia
- 1971 : La Flûte enchantée de Mozart, festival d'Aix-en-Provence :  la Reine de la nuit
- 1972 : Le Roi David d'Arthur Honegger, Théâtre national populaire (Chaillot) : soprano solo
- 1972 : Rigoletto de Giuseppe Verdi, mise en scène Pierre Pierrick, Grand Théâtre de Bordeaux : Gilda
- 1972-1973 : Saint Louis, roi de France de Darius Milhaud (création mondiale de la version scénique), Rio de Janeiro puis Rouen
- 1972 : Les Huguenots de Giacomo Meyerbeer, Capitole de Toulouse
- 1972 : La traviata de Verdi, Issy les Moulineaux : Violetta
- 1973 : Rita ou le Mari battu de Donizetti, ORTF : Rita
- 1973 : L'Enlèvement au sérail de Mozart, Grand Théâtre de Tours
- 1975 : Le Roi David d'Arthur Honegger, Grand Théâtre de Tours : soprano solo
- 1975 : La Dame blanche de François-Adrien Boieldieu, Rouen
- 1976 : Le Comte Ory de Rossini, mise en scène Robert Dhéry, Opéra-Comique : la comtesse Adèle
- 1976 : Les Contes d'Hoffmann de Jacques Offenbach, mise en scène Jacques Karpo, Opéra de Marseille : Olympia
- 1977  : Faust de Gounod, mise en scène Jean-Louis Barrault, Scala : Marguerite
- 1977  : Le Duc d'Albe de Donizetti, Gand
- 1977 : Simon Boccanegra de Verdi, Gand
- 1978 : Dialogues des carmélites de Francis Poulenc, Avignon
- 1978 : Le Roi malgré lui d'Emmanuel Chabrier, Capitole de Toulouse : Minka
- 1978 : Carmen de Bizet, arènes de Nîmes puis Toulon : Micaëla
- 1979 : L'Enfant et les Sortilèges de Maurice Ravel, mise en scène Jorge Lavelli, Opéra Garnier : le Feu / le Rossignol
- 1979 : Anna Bolena de Donizetti, Rouen : Anna Bolena
- 1979 : Madama Butterfly de Giacomo Puccini, Avignon : Cio Cio San
- 1980 : Les Deux Journées ou le Porteur d'eau de Luigi Cherubini, mise en scène Bernard Sobel, Opéra-Comique : Marcelina
- 1980 : Le Roi d'Ys d'Édouard Lalo, Avignon
- 1980 : I puritani de Verdi, Grand Théâtre de Bordeaux : Elvira
- 1980 : Le Comte Ory de Rossini, Grand Théâtre de Genève : la comtesse Adèle
- 1981 : Thaïs de Jules Massenet, Montpellier
- 1982 : Les Contes d'Hoffmann de Jacques Offenbach, mise en scène Élie Delfosse, Théâtre municipal de Montpellier : Antonia
- 1982 : Turandot de Puccini, Nîmes
- 1984 : L'Enlèvement au sérail de Mozart, Metropolitan Opera : Constanze
- 1984 : La Bohème de Puccini, Cagliari
- 1985 : La Vieille Fille et le Voleur (The Old Maid and the Thief) de Gian Carlo Menotti et Vol de nuit de Luigi Dallapiccola, mise en scène Bruno Stefano, Opéra de Marseille : Miss Pinkerton / Mme Fabien
- 1985-1986 : Hérodiade de Massenet, Toulon puis Liège, Saint-Étienne, Nîmes, chorégies d'Orange
- 1986 : I puritani de Verdi, Metropolitan Opera : Elvira
- 1986-1987 : La Bohème de Puccini, Besançon puis Saint-Etienne, Nîmes : Mimi
- 1987 : Il trovatore de Verdi, Toulon : Leonora
- 1987 : Suor Angelica de Puccini, Rouen : Suor Angelica
- 1987 : Aïda de Verdi, Bastia : Aïda
- 1987-1988 : Norma de Vincenzo Bellini, Toulon puis Bastia : Norma
- 1988 : Don Juan de Mañara d'Henri Tomasi, mise en scène Charles Roubaud, Opéra de Marseille : l'ombre / l'esprit du Ciel
- 1988 : Falstaff de Giuseppe Verdi, mise en scène Virginia Irwin, Opéra de Marseille : Alice Ford
- 1988 : Guillaume Tell de Rossini, Toulon :
- 1989 : Dialogues des carmélites de Poulenc, mise en scène Charles Roubaud, Opéra de Marseille : la Nouvelle Prieure
- 1989 : Turandot de Puccini, Toulon puis Nîmes et Rouen
- 1991 : Madama Butterfly de Puccini, mise en scène Colette Nivelle, Opéra de Marseille : Cio Cio San
- 1991 : Don Giovanni de Mozart, Reims
- 1994 : Tosca de Puccini, Dijon : Tosca
- 1994 : Requiem de Verdi, salle Pleyel : soprano solo
- 1996 : Norma de Bellini et Requiem de Verdi, Opéra de Sydney
- 2003 : Tosca de Puccini, Avignon : Tosca

## Discographie partielle
- Vincenzo Bellini, Norma (enregistré en 1997)